# プロフィット・イン・ピース
「プロフィット・イン・ピース」 (Profit in Peace) は、オーシャン・カラー・シーン (OCS) による楽曲。
この曲は1999年にリリースされ、全英シングルチャートで13位に達した。1999年のアルバム『ワン・フロム・ザ・モダン』に収録されており、このアルバムから最初のシングルとしてリリースされた。
曲のタイトルは、ドラマーのオスカー・ハリスンがよく言うフレーズ「There's no profit in Peace」から採られている。サイモン・ファウラーは、この言葉から現代の戦争についての曲を書き、「平和の利益はない。戦争は終わらないだろう」というメッセージを発している。

## 収録曲
1. プロフィット・イン・ピース - Profit in Peace
2. イフ・ユー・ゲット・ユア・ウェイ - If You Get Your Way
3. フラッド・タイド・ライジング - Flood Tide Rising